# Claus Tully

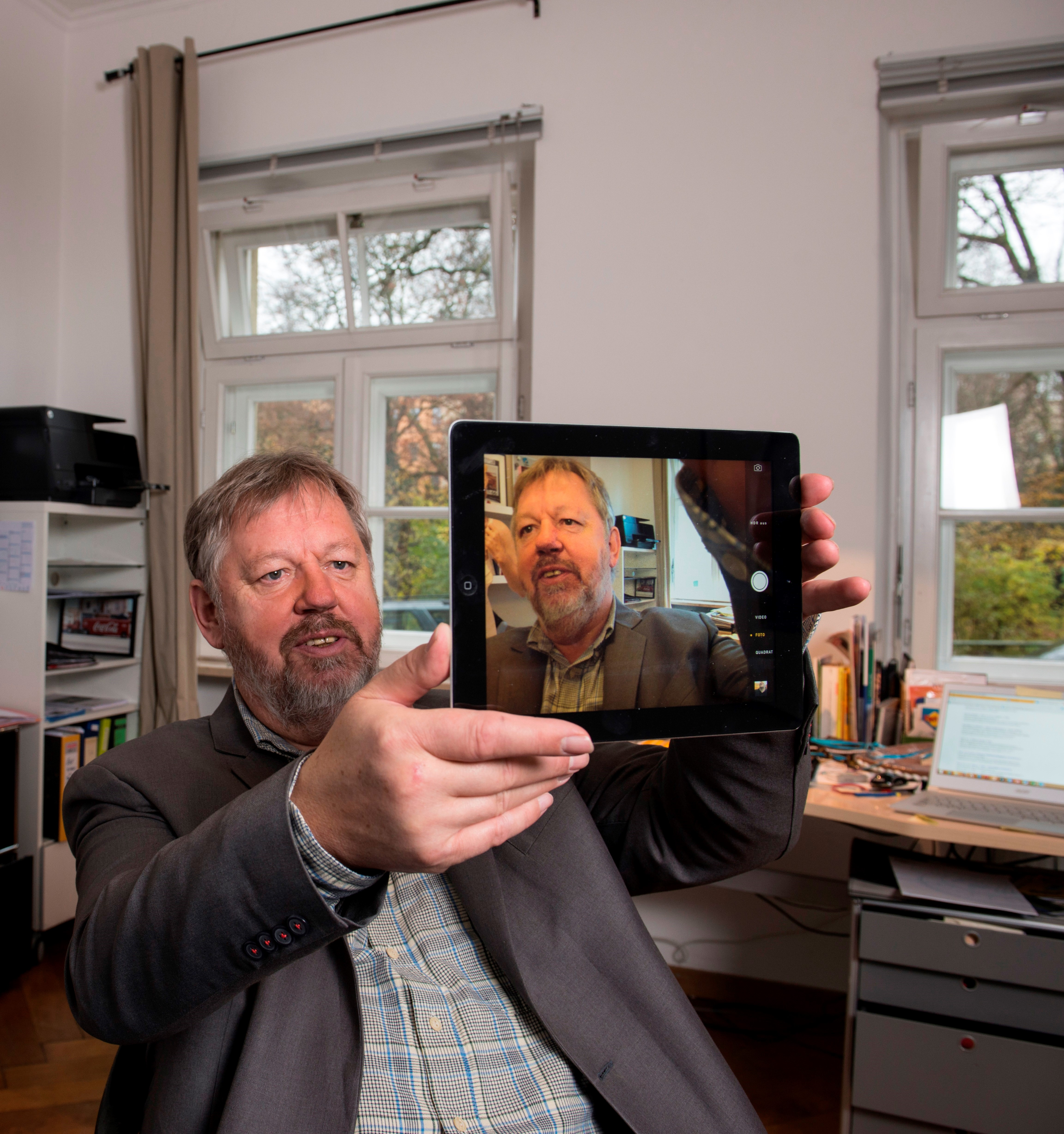
Claus Tully (2014)

Claus Tully (* 7. Oktober 1949 in Zeil am Main) ist ein deutscher Soziologe und Jugendforscher sowie Privatdozent an der FU Berlin (seit 2003) und Professor a.V. an der FU Bozen (seit 2003). Bis November 2013 war er wissenschaftlicher Referent am Deutschen Jugendinstitut in München. Zudem arbeitet er als Autor.

## Leben und Wirken
Claus Tully studierte nach einer Schlosserlehre zunächst an der Fachhochschule München Ingenieurwissenschaften. Während dieses Studiums beschäftigte er sich mit der Frage zum Stellenwert technischer Applikationen für den Alltag. 1972 schloss er als Wirtschaftsingenieur diese Ausbildung ab. Beim anschließenden Studium der Volkswirtschaftslehre und Soziologie an der Münchner Ludwig-Maximilians-Universität München widmete er sich den gesellschaftlichen Konsequenzen von technischen Neuerungen (u. a. im Rahmen der Debatte zur Humanisierung der Arbeit). Das Studium schloss er 1977 mit Diplom ab.
Er arbeitete zunächst als wiss. Hilfskraft und ab 1979 als wissenschaftlicher Mitarbeiter im Sonderforschungsbereich 101 (SFB 101: für Berufs- und Arbeitskräfteforschung der Ludwig-Maximilians-Universität München). Der SFB 101 war am Deutschen Jugendinstitut (DJI) angesiedelt. 1982 promovierte er an der FU Berlin (bei Theo Pirker und Urs Jaeggi) zum Dr. rer. pol. (Staatswissenschaften). Seine Dissertation trägt den Titel Die Rationalisierungspraxis als Provokation sozialwissenschaftlicher Theorie. Nach der Promotion folgte ein Forschungsaufenthalt in den USA, auf Einladung von John Gilles (Das Ende der Jugend) an der Princeton University und der New School for Social Research in New York City.
In den Jahren 1985/86 entwickelte er am DJI die Grundlagen zum Wissenschaftsmanagement. Er entwarf Konzepte zur Forschungsplanung als Elemente eines kontinuierlichen Berichtwesens der Sozialforschung. Ab Mitte der 1990er Jahre realisiert Tully empirische Forschung zum Thema Medien. Zentral ist das von Tully realisierte erste empirische Projekt in Deutschland zum informellen Lernen. Zahlreiche empirischen Forschungsprojekte und Publikationen zu Jugend und Technik, neue Formen der Aneignung von Technik, Unterschiede zu Techniksoziologie und Medienforschung folgten. Wichtige Veröffentlichungen zu Jugend, Nebenjobs und Taschengeld, Konsum im Jugendalltag und Nachhaltigkeit. Zuletzt zu Jugend und Konsum.
Im Jahr 2003 habilitierte er sich an der FU Berlin im Fachbereich für Erziehungswissenschaften und Psychologie. Nach Gastdozenturen an den Universitäten Nürnberg, Bamberg und an der TU München ist er seit 2003 Vertragsprofessor an der Freien Universität Bozen in Italien und seit 2003 Privat-Dozent an der Freien Universität Berlin. Zudem lehrt er an der TU Berlin, an der Applied University Nürtingen-Geislingen. An der FU Bozen lehrt er derzeit Medien und Gesellschaft sowie Sustainability.
Außerdem absolvierte Tully mehrere längere Forschungsaufenthalte an der nationalen Universität in Buenos Aires. Dazu spanische Lehrveranstaltungen und Publikationen. Ab 2018 ist er ein Mitglied der Ethikkommission des HiReach-Projekts.
2024 schloss er seine biographischen Geschichten zu Frauen und Migration nach Argentinien, ab. Der Buchtitel: Auf dem Weg in die neue Heimat. Es geht um Auswanderung aus Deutschland und das Leben hier in Deutschland und in Argentinien. Der Fokus liegt auf Frauen in den 1930er Jahren, die in Argentinien als Migrantinnen das eigene Leben in die Hand nehmen: In einer von Männern dominierten Welt zu bestehen, ist ihre Herausforderung. Methodisch greift Tully dabei auf die Biographieforschung zurück. Die Biographien vor dem Hintergrund damaligen gesellschaftlicher Verhältnisse zeigen den gelebten Alltag, die zahlreichen Hürden und Entwicklungen und klären über die Gesellschaft auf. Zu diesem Thema hat er auch seinen eigenen Blog Amerika-machen.de, Link siehe unten. Dort sammelt er weiter Geschichten und Daten zur weiblichen Migration.

## Arbeitsgebiete
- Bildung im Jugendalter
- Übergang Schule Beruf, Einstieg in die Arbeitswelt
- Technik und Medien Im Alltag
- Mobilität
- Freiwilliges Engagement
- Konsum
- Nachhaltigkeit / Sustainability

Kooperationen
- TU München[9]
- TU Berlin
- Jugendbericht Rheinland-Pfalz[10]
- Universidad de Buenos Aires[11]
- FU Bozen[12]

## Schriften (Auswahl)
- Claudio Alfaraz & Claus Tully (02 May 2024): Mobilizing social transformation with technology. The shaping of social processes since the development of industrial society and beyond: innovation input and social processes, Innovation: The European Journal of Social Science Research, DOI:10.1080/13511610.2024.2346813 Jugend – Konsum – Digitalisierung. Über das Aufwachsen in digitalen Konsumwelten. Wiesbaden: Springer Fachmedien Wiesbaden (essentials), 2018, Online.
- Report for the Federal Ministry of Justice and Consumers "Youth Consumers" (Deutsch: "Junge Verbraucher"), 2017. Für das Bundesministerium der Justiz und für Verbraucherschutz.
- mit C. Alfaraz: Youth and mobility: The lifestyle of the new generation as an indicator of a multi-local everyday life. In: Applied Mobilities, doi:10.1080/23800127.2017.1322778
- Schattenspiele – Technik formt Alltag. Beltz Juventa, Weinheim 2014.
- mit P. Wahler und C. Preiß: Alltagslernen in technisierten Welten: Kompetenzerwerb durch Computer, Internet und Handy. In: Jugendliche in neuen Lernwelten. VS Verlag, Wiesbaden 2008, S. 153–188.
- mit W. Düx, G. Prein und E. Sass: Kompetenzerwerb im freiwilligen Engagement. Eine empirische Studie zum informellen Lernen im Jugendalter. VS Verlag, Wiesbaden 2008, ISBN 978-3-531-91984-3.
- Lernen in flexibilisierten Welten. Juventa, Weinheim / München 2006, ISBN 3-7799-1743-2.
- Mensch – Maschine – Megabyte. Technik in der Alltagskultur. Eine sozialwissenschaftliche Hinführung. Leske + Budrich, Opladen 2003, ISBN 3-8100-3204-2.
- Tully, C. (1981) Humanisierung der Arbeit zwischen Rationalität und Effektivität. Humanisierung oder Ideologisierung. In: Holler, M. und Tully, C. Vom reduzierten Maß der Humanität in der Arbeit. Leudemann Verlag München
- Auf dem Weg in die neue Heimat, Biographische Erzählung, neu bearbeitet 2022, online erhältlich.

## Belege
1. ↑  John Gilles: Das Ende der Jugend. Weinheim 1972.
2. ↑  Artikel über informelles Lernen, abgerufen am 11. August 2018.
3. ↑  Website über informelles Lernen (Memento vom 24. September 2015 im Internet Archive), abgerufen am 1. Januar 2015.
4. ↑  Claus Tully, Dirk Baier: Technik ohne Alltag. Eine Besprechung aktueller techniksoziologischer Literatur: Stefan Beck / Jörg Niewöhner / Estrid Sørensen, Science and Technology Studies. Eine sozialanthropologische Einführung. Bielefeld: transcript 2012, 364 S., br., 29,80 € Doris Blutner, Herrschaft und Technik – Entscheidungsträgerschaft im Wandel. Wiesbaden: Springer VS 2015, 429 S., br., 59,99 € Alexander Bogner (Hrsg.), Ethisierung der Technik – Technisierung der Ethik. Der Ethik-Boom im Lichte der Wissenschafts- und Technikforschung. Baden-Baden: Nomos 2013, 249 S., br., 39,00 € Erika Cudworth / Peter Senker / Kathy Walker (Eds.), Technology, Society and Inequality. New Horizons and Contested Futures. New York: Peter Lang 2013, 215 S., kt., 32,00 € Diana Lengersdorf / Matthias Wieser (Hrsg.), Schlüsselwerke der Science & Technology Studies. Wiesbaden: Springer VS 2014, 396 S., br., 39,99 € Ulf Ortmann, Arbeiten mit RFID. Zum praktischen Umgang mit unsichtbaren Assistenten. Berlin: edition sigma 2014, 148 S., kt., 16,90 € Frank Schirrmacher (Hrsg.), Technologischer Totalitarismus. Eine Debatte. Berlin: Suhrkamp 2015, 283 S., kt., 15,00 € Georg Simonis (Hrsg.), Konzepte und Verfahren der Technikfolgenabschätzung. Wiesbaden: VS 2013, 188 S., br., 24,90 €. In: Soziologische Revue. Band 39, Nr. 1, 1. Januar 2016, ISSN 2196-7024, S. 60–73, doi:10.1515/srsr-2016-0007 (degruyter.com [abgerufen am 24. März 2024]).
5. ↑  Affiliated professors and researchers mobil.LAB (Memento des Originals vom 1. Januar 2015 im Internet Archive)  Info: Der Archivlink wurde automatisch eingesetzt und noch nicht geprüft. Bitte prüfe Original- und Archivlink gemäß Anleitung und entferne dann diesen Hinweis., abgerufen am 11. August 2018.
6. ↑  Persönliche Seite an der FU Berlin, abgerufen am 11. August 2018.
7. ↑  Konferenz an der Universität von Buenos Aires (Memento des Originals vom 1. Januar 2015 im Internet Archive)  Info: Der Archivlink wurde automatisch eingesetzt und noch nicht geprüft. Bitte prüfe Original- und Archivlink gemäß Anleitung und entferne dann diesen Hinweis., abgerufen am 11. August 2018.
8. ↑  hireach-project.eu abgerufen am 14. August 2018.
9. ↑  TU München (Memento des Originals vom 1. Januar 2015 im Internet Archive)  Info: Der Archivlink wurde automatisch eingesetzt und noch nicht geprüft. Bitte prüfe Original- und Archivlink gemäß Anleitung und entferne dann diesen Hinweis., TU München, affiliated professors and researchers, abgerufen am 11. August 2018.
10. ↑  Mehr Kinder und Jugendbericht Rheinland-Pfalz (Memento vom 14. Januar 2016 im Internet Archive) (PDF) abgerufen am 11. August 2018.
11. ↑  Universidad de Buenos Aires, abgerufen am 11. August 2018.
12. ↑  FU Bozen (Memento vom 16. Juli 2014 im Internet Archive), abgerufen am 11. August 2018.

| Personendaten    | Personendaten                          |
| ---------------- | -------------------------------------- |
| NAME             | Tully, Claus                           |
| KURZBESCHREIBUNG | deutscher Soziologe und Jugendforscher |
| GEBURTSDATUM     | 7. Oktober 1949                        |
| GEBURTSORT       | Zeil am Main                           |